# Barbus zanzibaricus
Barbus zanzibaricus es una especie de peces de la familia de los Cyprinidae en el orden de los Cypriniformes.

## Morfología
Los machos pueden llegar alcanzar los 9,7 cm de longitud total.

## Hábitat
Es un pez, de agua dulce.

## Distribución geográfica
Se encuentra en Kenia y Somalia. 